# سي اف ام 56
سي اف ام 56 :(بالإنجليزية: CFM56) و (تسمية الجيش الأمريكي إف 108 "F108") محرك طائرات توربيني مروحي، وهو سلسلة من عائلة المحركات العنفية المروحية العالية الالتفافية وذات قوة دفع تترواح مابين 18,000 إلى 34,000 رطل (80-150 كيلو نيوتن). وهو من أنتاج شركة سي اف ام الدولية (بالإنجليزية: CFM International) وهي شركة مملوكة بالمناصفة بين شركة جنرال الكتريك للطيران أحد فروع شركة جنرال إلكتريك الأمريكية وسنيكما وشركة الفرنسية.
كلتا الشركتين مسؤولتان عن إنتاج عدد من مكونات المحرك، وكل شركة تملك خط تجميع نهائي للمحرك خاص بها. جنرال الكتريك للطيران تنتج ضاغط الضغط العالي وحجرة الاحتراق، وشاحن الضغط العالي التوربيني. بينما تصنع سنيكما المروحة وعلبة التروس، والعادم والتوربينات ذات الضغط المنخفض، كذلك فأن بعض المكونات الأخرى تٌصنع من قبل شركة افيو الإيطالية. ويتم التجميع النهائي للمحركات من قبل الشركتين، فجنرال الكتريك للطيران تجمع المحرك في إيفنديل، بولاية أوهايو، بالولايات المتحدة، وسنيكما في فيلاروش، في فرنسا. ويتم تسويق المحركات بعد لانتهاء من تجميعها بواسطة شركة سي اف ام الدولية.
شُغل محرك سي اف ام 56 للمرة الأولى في عام 1974  ، وعلى الرغم من المشاكل السياسية التي واجهت أنتاجة في بداية الآمر والتي تم التغلب عليها لآحقا، فأن محرك “سي اف ام 56” يُعد أحد أشهر وأكثر محركات الطائرات شيوعا وانتشاراً في العالم، حيث تم صنع أكثر من 20,000 محرك  في أربعة أصدارات رئيسية.
يتم استخدام محرك سي اف ام 56 على نطاق واسع على طائرة بوينغ 737، وكذلك يتم استخدام النسخة العسكرية من المحرك والمعروفة بأسم اف 108، على الطائرات العسكرية، حيث تم في الثمتنينات الميلادية استبدال كثير من محركات برات آند ويتني “جي تي 3 دي” (JT3D) على العديد من طائرات التزود بالوقود الأمريكية من طراز بوينغ كيه سي -135 والتي عرفت لاحقا باسم كيه سي-135أر بعد أن تم تزويدها بمحركات “سي اف ام 56”.
كذلك فأن محرك “سي اف ام 56-5 سي” (CFM56-5C) يعتبر هو المحرك الحصري والوحيد الذي يثبت على طائرات إيرباص إيه 340 بنسختيها -200 و -300. كما أن المحركين “سي اف ام 56-5 إيه” (CFM56-5A) و “سي اف ام 56-5 بي” (CFM56-5B) يستخدمان لتشغيل سلسلة عائلة طائرات إيرباص إيه 320
في السنوات الأولى من اطلاق المحرك تم تسجيل العديد من حوادث الفشل والأعطال في شفرات مروحة المحرك أثناء الخدمة، بما في ذلك الفشل الذي لوحظ ورصد كسبب لوقوع كارثة كيغوورث الجوية، في حين أن بعض الإصدارات من المحرك عانت من مشاكل تحدث عند الطيران في الاجواء الماطرة وزخات البرد. ومع ذلك، فأنه تم حل كل هذه المشاكل والاخفاقات بواسطة إجراء تعديلات وتحسينات على المحرك. ومع حلول يناير 2010، حقق محرك سي اف ام 56 أكثر من 470 مليون ساعة طيران تراكمية (أي ما يعادل أكثر من 53,000 سنة طيران لمحرك واحد).

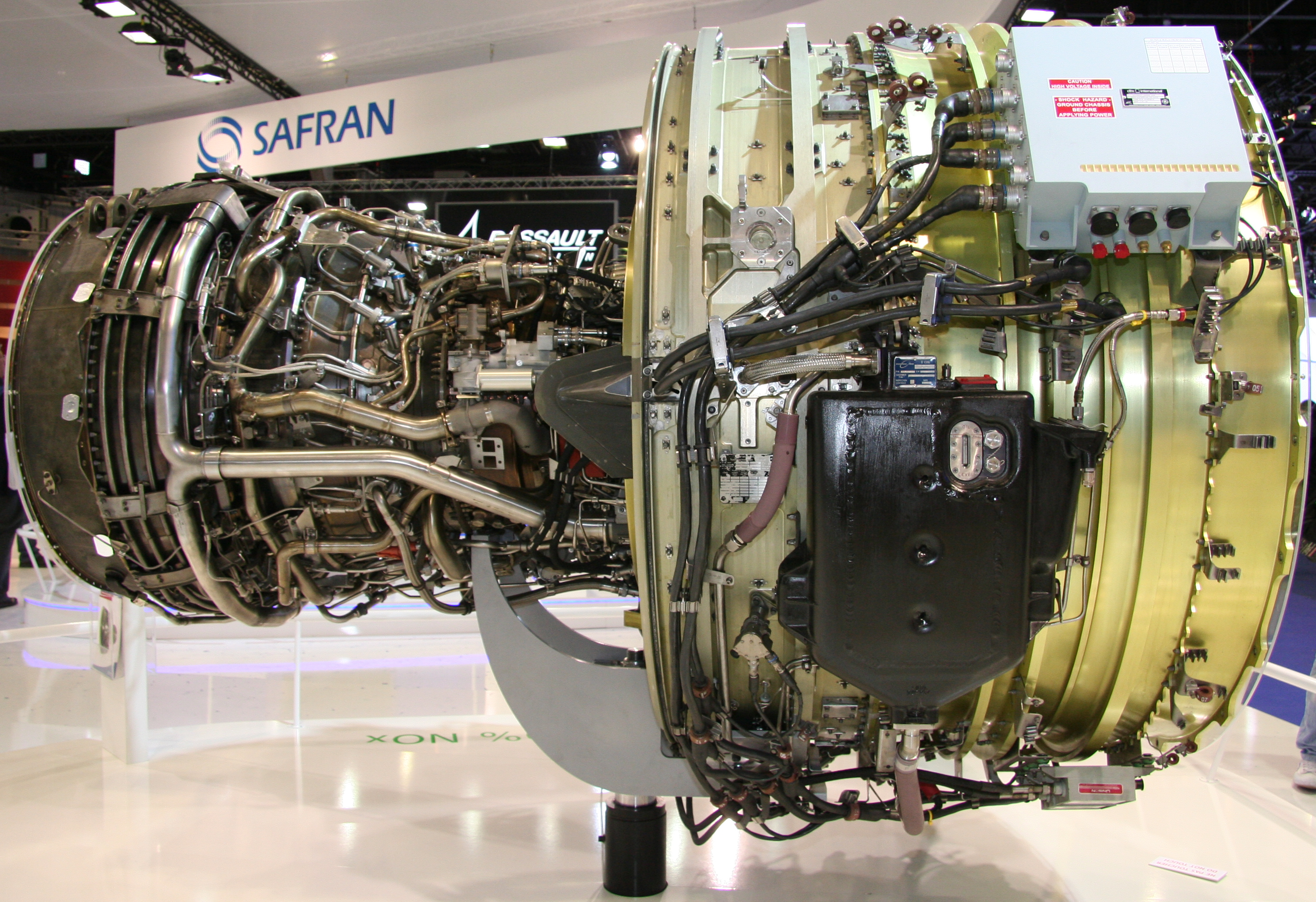
محرك شركة سي اف ام الدولية من طراز سي اف ام 56-7بي معروض معرض باريس للطيران لعام 2009

## التاريخ

### أصول
في ستينيات القرن الماضي، بدأت الابحات لانتاج محركات تجارية عنفية مروحية ذات قوة دفع «10 طن» مايعادل 20,000 رطل (89 كيلو نيوتن). وكانت شركة سنيكما في ذلك الوقت تبني المحركات، والتي كان مُعظمها موجهة للاستخدام على الطائرات العسكرية. وسنيكما تعتبر أول شركة تسعى للحصول على مؤطا قدم في سوق هذه الفئة من المحركات من خلال البحث عن شريك ذو خبرة تجارية لتصميم وبناء محرك في هذه الفئة. واعتبرت سنيكما برات آند ويتني، ورولز رويس، وشركة جنرال الكتريك للطيران هم من الشركاء المحتملين، لكنها لم تحقق معهم أي تقدما الا بعد ان أجتمع اثنين من المديرين التنفيذيين هما، جيرهارد نيومان من شركة جنرال الكتريك ورينيه رافاود من سنيكما، وذلك خلال معرض باريس للطيران عام 1971 والذي اتخذ فيه قرار بالتعاون بين الشركتين وتبادل الخبرات فيما بينهما. واجتمع الطرفان عدة مرات أخرى بغرض بلورة أسس المشروع المشترك بينهما.
في ذلك الوقت كانت شركة برات آند ويتني هي المسيطر على السوق التجارية في هذه الفئة من المحركات. وكانت شركة جنرال الكتريك للطيران بحاجة إلى محرك في هذه الفئة للدخول للسوق، وكانت سنيكما لها خبرة سابقة في العمل معها، والتعاون على إنتاج محرك جي إي سي اف 6-50 (CF6-50)
المروحي لطائرة إيرباص إيه 300. عملت شركة برات آند ويتني منفردة، وقامت بدراسة رفع وتطوير محركها من طراز جي تي 8 دي (JT8D) للتنافس مع نفس فئة محرك سي اف ام 56. في حين أن شركة رولز رويس كانت غارقة في التعامل مع القضايا المالية التي تمنعها من بدء آي مشاريع جديدة. كل هذه العوامل والاوضاع للشركات الثلاث في تلك الفترة جعلت سنيمكا ترى بأن جنرال الكتريك للطيران هي أفضل شريك للبرنامج.
وكان أحد الأسباب الرئيسية المهمة والتي شجعت جنرال الكتريك للطيران التعاون في هذا المشروع بدلا من بناء محرك فئة 10 طنا وحدها، هو أن سنيكما سوف تكون المصدر الوحيد للأموال اللازمة لتطوير هذا المحرك في هذه الفئة وفي ذلك الوقت بالذات. وتساهم جنرال الكتريك للطيران في البداية بنقل التكنولوجيا من محركها سي اف 6 فقط، وليس من محركها الأكثر تقدما بكثير من طراز إف 101، والذي يستخدم على قاذفة القنابل الاستراتيجية الأمريكية والأسرع من الصوت من طراز بي-1 لانسر.
ومع ذلك، واجهت الشركة معضلة عندما أعلنت القوات الجوية الأمريكية في عام 1972 مشروع طائرة النقل المتوسط المتقدم ذات قدرة الإقلاع والهبوط في مدارج قصيرة (AMST) والتي تضمنت تمويل لتطوير محرك 10 طن. وأصبح أمام شركة جنرال الكتريك خياران إما الدخول مع سنيمكا وبناء محرك 10 طن ذو قدرات تكنولوجية محدودة، أو بناء محرك 10 طن ذو قدرات تكنولوجية متقدمة وحدها لتلبية متطلبات القوات الجوية الأمريكية.
وبدا القلق يساور شركة جنرال الكتريك فإذا لم تفز بعقد سلاح الجو (والذي يتنافس للحصول عليها معها كل من برات آند ويتني وجنرال موتورز مع محركهم «المتقدم»، فأنه لن يكون لها خيارا اخر سوى أنتاج محرك10 طن ذو قدرات تكنولوجية محدودة، لذا قررت جنرال الكتريك التقدم بطلب للحصول على ترخيص لتصدير التكنولوجيا الأساسية لمحركها المتقدم إف 101 .

### قضايا تصدير
تقدمت شركة جنرال الكتريك للطيران بطلب للحصول على رخصة التصدير في عام 1972 وذلك كمساهمه أولية في مشروع محرك 10 طن مع سنيكما. الآ إن مكتب التحكم بالذخيرة والعتاد الحربي في وزارة الخارجية الأميركية أوصى برفض الطلب لأسباب تتعلق بالأمن القومي الأمريكي، وعلى وجه التحديد لأن التكنولوجيا الأساسية كانت تمس وأحدة من جوانب نظام الدفاع القومي وهي قاذفة القنابل الاستراتيجية الطائرة بي-1 لانسر، والتي بنتها وزارة الدفاع الأمريكية (بواسطة أموال دافعي الضرائب الأميركيين)، والتي من شأنها أذا ما صدرت هذه التكنولوجيا إلى فرنسا الحد من عدد فرص العمل للمواطنيين الأميركيين في هذا المشروع. وقد اتخذ قرار الرفض الرسمي في مذكرة قرار الأمن القومي الذي وقعه مستشار الأمن القومي هنري كيسنجر في 19 سبتمبر 1972.
بينما استندت أسباب الرفض على مخاوف تتعلق بالامن القومي، فأن التدخل السياسي الرفيع المستوى لعب دورا هاما أيضا. واعتبر المشروع، وقضية التصدير المرتبطة به مهمة جدا، وعلى اثر ذلك، ناشد مباشرة الرئيس الفرنسي جورج بومبيدو الرئيس الأمريكي ريتشارد نيكسون في عام 1971 إلى الموافقة على الصفقة، كما أن هنري كيسنجر بحث الأمر مع الرئيس بومبيدو في اجتماع عام 1972. وردت شركة جنرال الكتريك للطيران على الجدال الدائر على أعلى المستويات وقالت بأن وجود نصف السوق هو أفضل من عدم وجود شيء من ذلك، وهذا هو ماتعتقد بأنه سيحدث إذا ما قامت شركة سنيكما الفرنسية ببناء المحرك بنفسها وبدون مساهمة شركة جنرال الكتريك لأمريكية. ومع ذلك، فأن مسؤولو إدارة الرئيس نيكسون يخشون أن هذا المشروع يمكن أن يكون هو بداية النهاية للريادة الأمريكية في الفضاء.
وكان هناك أيضا تكهنات بأن الرفض قد يكون جاء رداً على المشاركة الفرنسية في إقناع السويسريين بعدم شراء الطائرة الأمريكية الصنع من طراز إيه-7 كورسير وهي الطائرة التي كانت تتنافس ضد الطائرة الفرنسية داسو ميلان. وفي النهاية، فإن السويسريين قررو بأن لا يشتروا آي من الطائرتين، واختارو بديلاً عنها طائرة شركة نورثروب من طرازإف-5.
اجتماع نيكسون - بومبيدو 1973

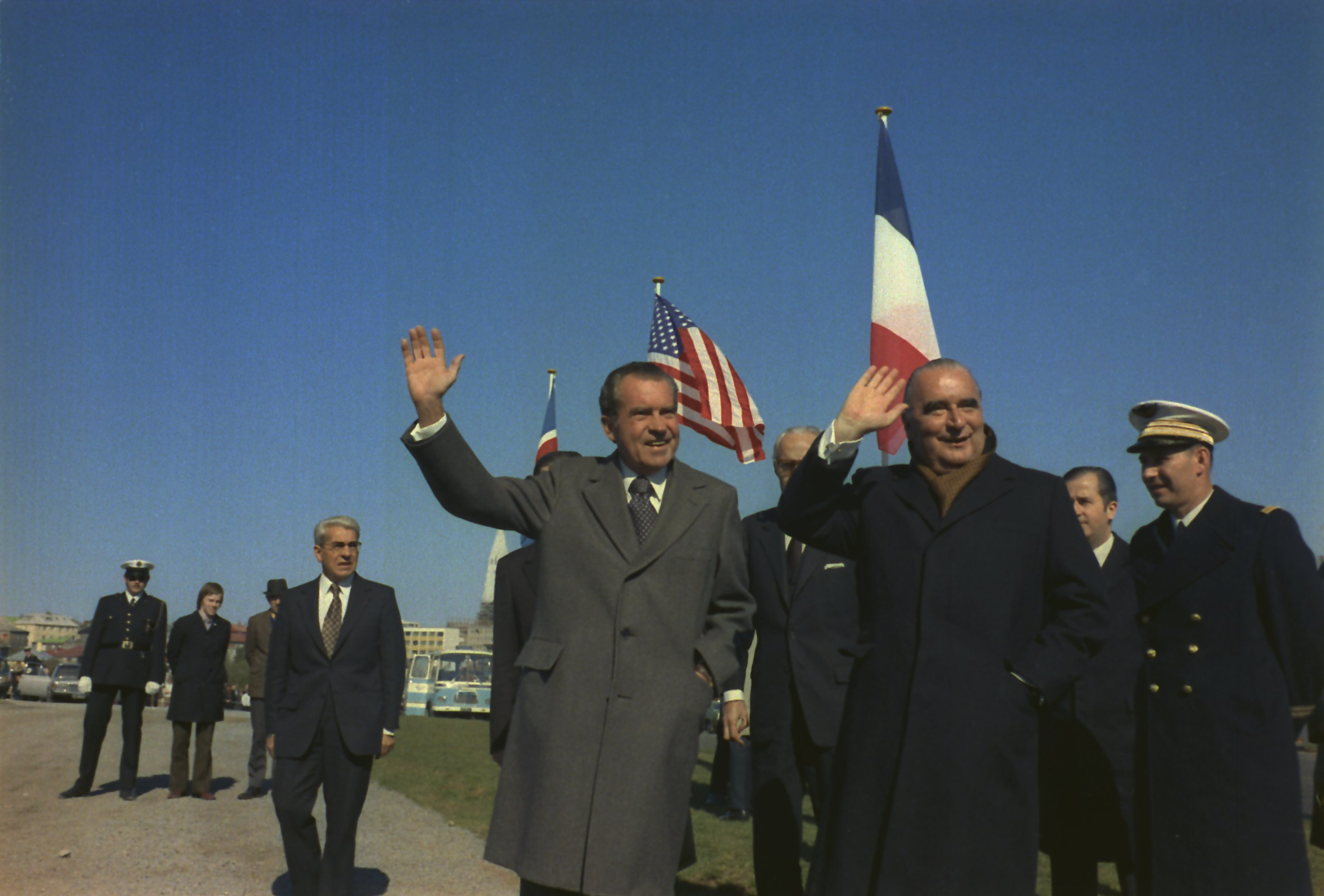
الرئيس الأمريكي ريتشارد نيكسون (يسار) والرئيس الفرنسي جورج بومبيدو (يمين) قبل إنعقاد مؤتمر القمة الأمريكية الفرنسية عام 1973 في ريكيافيك، أيسلندا

على الرغم من أن طلب رخصة التصدير تعرض للرفض، الاً أن كل من جنرال الكتريك والفرنسين قد واصلا الضغط على إدارة نيكسون للحصول على إذن لتصدير تكنولوجيا المحرك إف 101. وتواصلت الجهود طوال الأشهر التي تلت الرفض، وبلغت ذروتها، حتى أصبح موضوع المحرك على قائمة جدول الأعمال خلال اجتماع القمة في عام 1973 بين الرؤساء نيكسون وجورج بومبيدو في ريكيافيك. وأسفرت المناقشات التي دارت في هذا الاجتماع عن اتفاق يسمح بالمضي قدما في تطوير محرك سي اف ام 56 . وذكرت التقارير المعاصرة بأن الاتفاق تم على أساس تأكيدات بأن نواة المحرك الأساسية، والاجزاء التي طورتها جنرال إلكتريك من المحرك العسكري إف 101، ستبنى في الولايات المتحدة ومن ثما يتم نقلها إلى فرنسا من أجل حماية التكنولوجيات الحساسة. واتفق كذلك على أن المشروع المشترك سيقوم بدفع رسوم حقوق ملكية 80 مليون دولار للولايات المتحدة (محسوبة على أساس 20,000 دولار لكل محرك متوقع أن يبنى) وذلك على سبيل التعويض عن الأموال التي دفعتها الحكومة خلال تطوير النواة الأساسية للمحرك إف 101 . كما أن وثائق رفعت عنها السرية في عام 2007 كشفت جانبا رئيسيا من اتفاق تصدير تكنولوجيا محرك سي اف ام 56، وهو أن الحكومة الفرنسية وافقت على عدم السعي للحصول على آي تعرفات جُمركية على الطائرات الأمريكية التي يتم تصديرها إلى أوروبا.

### سي اف ام الدولية
مع أنتهاء قضية تسوية التصدير، وضعت جنرال الكتريك وسنيكما اللمسات الأخيرة على الاتفاق والذي على أساسه شُكلت سي اف ام الدولية، وهي شركة مشتركة 50%-50%، والتي ستكون مسؤولة عن إنتاج وتسويق محرك 10 طنا المزمع أنتاجة (عرف لاحقا بأسم سي اف ام 56). وتم تأسسيس المشروع رسميا في عام 1974. وكان الوظيفتان الرئيستان لشركة سي اف ام الدولية هي إدارة البرنامج بين كل من جنرال الكتريك وسنيكما، وتسويق وبيع وخدمة المحرك من خلال نقطة اتصال واحدة للعملاء. وقد تولت سي اف ام الدولية المسؤولية عن اتخاذ القرارت اليومية لهذا المشروع، في حين أن القرارات الكبرى (صنع إصدار جديد، على سبيل المثال) تتطلب الضوء الأخضر من شركة جنرال الكتريك وإدارة سنيكما.
يتم تقسيم مجلس إدارة سي اف ام الدولية حاليا بالتساوي بين سنيكما وجنرال إلكتريك (خمسة أعضاء لكل منهما). كما ان هناك أثنان من نواب الرئيس، واحد من كل شركة، ومهمتهم دعم رئيس سي اف ام الدولية. والرئيس عادة يكون معين من قبل سنيكما ومقر عمله يكون في سي اف ام الدولية بالقرب من مقر شركة جنرال إلكتريك في مدينة سينسيناتي بولاية أوهايو.
قسم العمل بين الشركتين، فشركة جنرال إلكتريك مسؤولة عن ضاغط الضغط العالي (HPC)، والاحتراق، والشاحن التوربيني للضغط العالي (HPT)، في حين سنيكما كانت مسؤولة عن المروحة وضاغط الضغط المنخفض (LPC)، وشاحن التوربينات ذات الضغط المنخفض. كانت سنيكما أيضا مسؤولة عن هندسة التكامل الأولي مع هيكل الطائرة، والتي تنطوي في الغالب على تصميم حجرة المحرك، كما كانت مسؤوله في البداية عن علبة التروس، ولكن تحول هذا العمل إلى جنرال الكتريك عندما أصبح واضحا أنه سيكون أكثر فعالية لجنرال إلكتريك أن تجميع هذا المكون جنبا إلى جنب مع أجزاء أخرى من المحرك.

## التطوير

### نظرة عامة
بدأ العمل بسلاسة على تطوير محرك سي اف ام 56 قبل أن يتم إنشاء سي اف ام الدولية رسميا. وأدت الترتيبات الدولية بين الطرفين لظروف عمل فريدة من نوعها. فعلى سبيل المثال، كان لكلا الشركتين خطوط لتجميع المحرك، فتم تجميع بعض المحركات واختبارها في الولايات المتحدة ومحركات أخرى في فرنسا. في البداية كانت المحركات التي يتم تجميعها في فرنسا تخضع لاتفاقية تصدير صارمة، ومن ذلك أن نواة المحرك تبنيها جنرال الكتريك في الولايات المتحدة، ثم يتم شحنها إلى مصنع سنيكما في فرنسا حيث تم وضعها في غرفة مقفلة لم يسمح لاحد بدخولها بمن فيهم رئيس سنيكما. ومن ثما يتم جلب المكونات التي صنعتها سنيكما (قسم المقدمة والمقاطع الخلفية للمحرك) إلى الغرفة، حيث يقوم موظفين جنرال إلكتريك بتجميعها مع نواة المحرك، ومن ثم يتم أخراج المحرك المجمع لاكمال عملية التصنيع إلى أن تنتهي.
شُغِل أول محرك سي اف ام 56 بعد الانتهاء بناءه في جنرال إلكتريك في يونيو 1974 وتم تشغيل المحرك الثاني في أكتوبر 1974. وقد تم شحن المحرك الثاني إلى فرنسا وشُغِل لأول مرة هناك يوم 13 ديسمبر 1974. واعتبر المحرك الأول «كعدة لأجهزة الإنتاج» وتمثيل الاختبارات وسمي سي اف ام 56-2، وكان الخيار الأول للسي اف ام 56.
حلق المحرك للمرة الأولى في فبراير 1977 على طائرة نقل تابعة للقوات الجوية الأمريكية من طراز ماكدونيل دوغلاس واي سي-15، حيث تم استبدال أحد محركاتها الاربعة من طراز برات آند ويتني جي تي 8دي (JT8D) بمحرك سي اف ام 56. وبعد فترة وجيزة، ثبت محرك سي اف ام 56 الثاني على طائرة من طراز سود أفياسيون كارافيل في مركز اختبار طيران سنيكما في فرنسا. وهذا المحرك ذو تكوين مختلف قليلا عن سابقة، ووجه الاختلاف كان في تزويدة بانبوب أطول لتجاوز التمرير وعادم مختلط التدفق،  بدلا من القناة الالتفافية القصيرة مع عادم غير مخلتط التدفق. وكان هذا أول ظهور لما يعرف بـ «نظام إدارة الدفع» "Thrust Management System" وذلك للحفاظ على ضبط وموازانة عمل اجزاء المحرك بعضها مع بعض.

### أول الزبائن
بعد اختبار المحرك لعدة سنوات، على الأرض وفي الجو على حّد سواء، بحثت شركة سي اف ام الدولية عن عملاء محتملين خارج عقد AMST. وكان الهدف الرئيسي هو عقود إعادة التحديث والتزويد بمحركات جديدة لطائرات شركات الخطوط الجوية العاملة من طرزات دوغلاس دي سي-8 وبوينغ 707 وكذلك طائرة التزود بالوقود العسكرية كي سي-135. وكان هناك اهتمام أولي بسيط في المحرك، لكن بوينغ أدركت أن محرك سي اف ام 56 قد يكون هو الحل للتقيد بلوائح الضوضاء القادمة. وبعد الإعلان عن أن طائرة بوينغ 707 سيتم تزويدها بمحركات سي اف ام 56 أجريت اختبارات الطيران اللازمة في عام 1977، وعرضت شركة بوينغ رسميا طائرة 707 -320 مع محرك سي اف ام 56 كخيار في عام 1978. وقد تم إدراج إصدار جديد باسم بوينغ 707-700. الآ أن هذا العرض لم يلقى الرواج والاهتمام المطلوب من قبل شركات الطيران، مما حد بوينغ إلي إنهاء برنامج بوينغ 707-700 في عام 1980 دون بيع أي طائرة. وعلى الرغم من عدم وجود مبيعات، فأن طائرة 707 التجارية كانت متاحة للبيع مع محرك سي اف ام 56 مما ساعد على القدرة التنافسية للمحرك في كسب عقود إعادة تزويد طائرات كي سي-135 بالمحركات.

#### كي سي-135

منظر أمامي لمقدمة صف من طائرات كي سي 135 أر للنقل والمجهزة بمحركات جديدة من طراز سي اف ام 56-2 وهي تستعد للإقلاع

كان الفوز بعقد القوات الجوية الأمريكية لتركيب محركات سي اف ام 56 على أكثر من 600 طائرة نقل من طراز كي سي 135 نعمة كبيرة لمشروع سي اف ام 56، ولقد سعت شركة سي اف ام الدولية بقوة للظفر بهذا العقد الذي أعلن عنه عام 1977. ومرة أخرى، لعبت السياسة الدولية دورها في هذا العقد وتعزيز الجهود الرامية إلى تعزيز فرص سي اف ام 56 للفوز بهذا العقد في مقابل منافسيها، وهم برات آند ويتني بمحركها تي إف 33 (TF33) ومحرك برات آند ويتني المحدث جي تي 8 دي (JT8D)، وفي عام 1978 أعلنت الحكومة الفرنسية بأنها سوف تقوم بترقية 11 طائرة تابعة لها من طراز كي سي-135أس بمحركات من طراز سي اف ام 56، وكان هذا الطلب واحدًا من أوامر الطلبيات الأولى للمحرك.
في يناير 1980 أعلنت القوات الجوية الأمريكية بأن محرك سي اف ام 56 هو الفائز في عقد إعادة تزويد طائرات كي سي 135 بالمحركات. وأشار مسؤولون انهم متحمسون لاستبدال محركات طائرات كي سي-135إيه من طراز برات آند ويتني جي57 (J57)، واصفا محرك جي57 الذي كان لا يزال يحلق في الوقت «بأنه الأكثر ضوضاء، وتلويثا، وبأن نظام الوقود في المحرك غير فعال».
تم إعادة تسمية طائرات كي سي 135 والتي أستبدلت محركاتها بمحركات سي اف ام 56 واختير لها مسمى كي سي-135أر (KC-135R). وجلبت محركات سي اف ام 56 العديد من الفوائد لطائرات كي سي-135أر، حيث خفض المسافة اللازمة للإقلاع إلي مسافة تصل إلى 3,500 قدم (1,100 م)، وخفض استهلاك الوقود العام بنسبة 25٪، والحد بشكل كبير من الضوضاء (24 ديسيبل أقل) وخفضت التكلفة الإجمالية لدورة عمر المحرك. مما جعل القوات البحرية للولايات المتحدة تأخذ تلك الفوائد في الاعتبار، وأختارت محرك سي اف ام 56-2 لاعادة تزويد الطرازات المختلفة التي تملكها من طائرة بوينغ 707 بالمحركات، وفي عام 1982 تم تزويد طائرة بوينغ إي-6 ميركوري بمحركات سي اف ام 56-2 . بالإضافة إلى ذلك، فأن القوات الجوية الملكية السعودية اختارت في عام 1984 محركات سي اف ام 56-2 لتزويد طائرات نظام الإنذار المبكر والتحكم المحمول جوا (أواكس) من طراز إي-3 (E-3) والمثبتة على طائرات بوينغ 707. كذلك فأن البريطانيين والفرنسيين حذوا حذو السعوديين وأختاروا محركات سي اف ام 56-2 لطائرات إي-3 (E-3) بحيث أصبحت التكوين القياسي للطائرات التي تم شراؤها من قبل.

#### دوغلاس دي سي-8
بحلول نهاية عقد السبيعينات، قامت كثيرا من شركات الخطوط الجوية بدراسة تحديث طائراتها القديمة وبصفة خاصة طائرة دوغلاس دي سي-8 لتجعلها أكثر هدوءا وأكثر كفاءة وذلك كبديل لشراء طائرات جديدة غالية الثمن. وبعد التجربة الفرنسية الناجحة في عام 1978، والتي استبدلت فيها محركات طائرة كي سي -135 العسكرية بمحركات سي اف ام 56، أتخذت شركة يونايتد إيرلاينز قرارا في أبريل عام 1979 بترقية 30 من طائراتها من طراز دوغلاس دي سي-8-61 بمحركات سي اف ام 56-2 وأعتبرت هذه الصفقة مهمة لاستمرار تأمين تطوير سي اف ام56. وكانت جنرال إلكتريك وسنيكما على بعد أسبوعين من توقيف وتجميد تطوير محرك سي اف ام 56 أذا لم يحقق أي طلبيات ومبيعات، الآ أن طلبية يونايتد إيرلاينز كانت المنقد من ذلك التوقف. وكان هذا هو قرار الشراء التجاري الأول للمحرك (ليست طلبيات حكومية أو عسكرية)، وقامت دلتا اير لاينز وخطوط „فلاينق تايغر لاين“ (أشترتها شركة فيديكس في عام 1989) والتي حذت حذو يونايتد إيرلاينز، مما إعطى محرك سي اف ام 56 رسوخا في المجالين العسكري والتجاري.

#### بوينغ 737

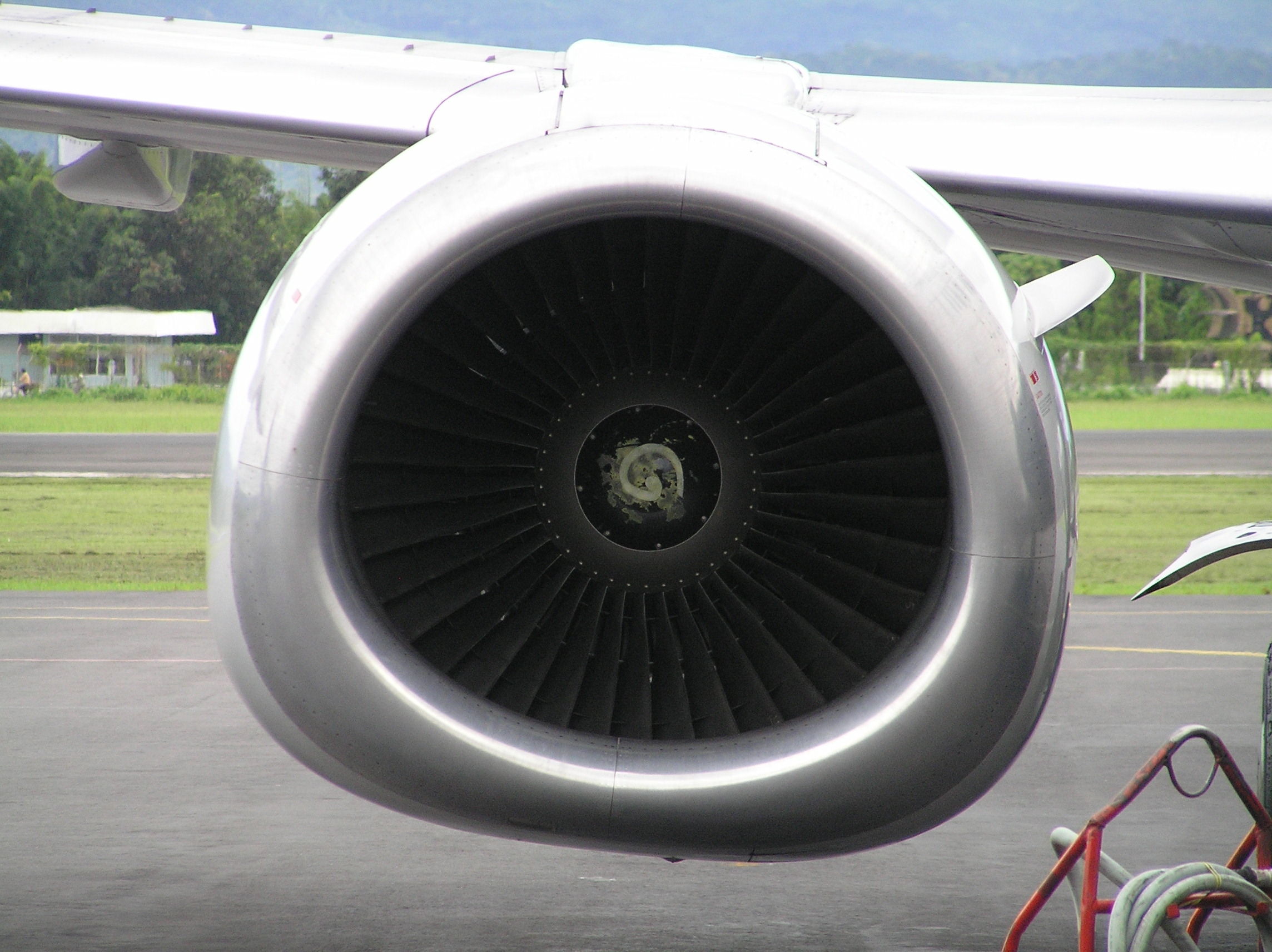
مدخل محرك سي اف ام 56-3 والمثبت على طائرة بوينغ 737-400 ويظهر بتصميم غير دائري

في الثمنينات اختارت بوينغ محرك سي اف ام 56-3 ليكون المحرك الحصري الذي يثبت على على أحدث طرازتها في ذلك الوقت بوينغ 737-300. والتي أصبحت أجنحتها أقرب إلي الأرض مقارنة بالجيل السابق من طائرات بوينغ 737. وبالتالي فأن محرك السي اف ام 56 أصبح أقرب إلى الأرض هو أيضا. مما استلزم أجراء عدة تعديلات على المحرك. تم فيها تقليص قطر المروحة، مما قلل من نسبة الالتفافية، وتم نقل علبة تروس المحرك من الجزء السفلي من المحرك (موضع الساعة 6) إلى (موضع الساعة 9)، وإعطاء شكل حجرة المحرك من الجهة السفلية شكل قاع مسطح. وتم أيضا تخفيض قوة الدفع العام للمحرك من 24,000 إلى 20,000 رطل (110-89 كيلو نيوتن)، ويرجع ذلك الانخفاض في معظمه إلى الانخفاض الحاصا في نسبة الالتفافية.
لقد بدأت رحلة محرك سي اف ام 56 مع طائرة البوينغ 737 بطلبية لاتتجاوز العشرين طائرة من شركتين طيران،  وبحلول أبريل 2010 فأن هناك أكثر من 5,000 طائرة بوينغ 737 تعمل بمحركات سي اف ام 56، ويمثل ذلك دليلا باهرا على تكيف هذا المحرك مع هذه الطائرة.

### التطوير المستمر
بعد ما رسخت محركات سي اف ام 56 نفسها جيدا في كل من الاستخدامات العسكرية والمدنية، حتى واصلت سي اف ام الدولية تحسين المحرك وتسويقه للطائرات الجديدة، مثل إيرباص إيه 320 وإيرباص إيه 340. واعتبارا من عام 2010، فأنه أصبح للمحرك سي اف ام 56، أربعة أنواع رئيسية، وكل نوع من الأنواع الرئيسية يأتي مع عدة إصدارات فرعية مختلفة.

#### “تيك 56” وتكنولوجيا الإدراج
في عام 1998، أطلقت سي اف ام الدولية البرنامج التطويري والمسمى “تيك 56” ("Tech56") وذلك لانتاج محرك للطائرات الجديدة ذات الممر الواحد والتي من المتوقع أن تنتجها كل من شركتي إيرباص وبوينغ. وركز البرنامج على تطوير عدد كبير من التكنولوجيات الجديدة للمحرك في المستقبل، وليس بالضرورة خلق تصميم كلي جديد للمحرك. وعندما أصبح واضحا وجليا بأن بوينغ وايرباص لم تكن تخطط لبناء طائرات جديدة كليا لتحل محل طائرا بوينغ 737 وإيرباص إيه 320، قررت سي اف ام الدولية تطبيق بعضا من تلك التكنولوجيات والمخصصة لبرنامج “تيك 56” على محركات سي اف ام 56 من خلال البرنامج المسمى («الإدراج تك»-"Tech Insertion") والذي يركز على ثلاثة مجالات هي: الكفاءة في استهلاك الوقود، وتكاليف الصيانة وتقليل الانبعاثات. أطُلق برنامج «الإدراج تك» في عام 2004، وشمل حزمة من التعديلات منها: أعادة تصميم شفرات ضاغط الضغط العالي، وتحسين الاحتراق، وتحسين مكونات الشاحن التوربيني للضغط العالي والمنخفض  مما أدى إلى كفاءة أفضل لاستهلاك الوقود وتقليل انبعاثات أكاسيد النيتروجين (NOx). كما خفضت المكونات الجديدة من تآكل المحرك، وخفضت تكاليف الصيانة بنسبة حوالي 5٪. ودخلت هذه المحركات الخدمة في عام 2007، حيث تم بناء جميع المحركات الجديدة من طرازي سي اف ام 56-5بي ومحركات سي اف ام 56-7بي مع مكونات برنامج «الإدراج تك». كما تقدم سي اف ام الدولية مكونات ترقية وتحديث للمحركات الأخرى.

#### سي اف ام 56 -7بي المطور
في عام 2009، أعلنت سي اف ام الدولية أحدث ترقية للمحرك سي اف ام 56، وهي النسخة الأكثر تطورا، سي اف ام 56 -7بي المطور (CFM56-7B Evolution) أو مايعرف باسم سي اف ام 56 -7بي أي (CFM56-7BE). وهذا التطوير أعلن جنبا إلى جنب ومتزامنا مع اعلان شركة بوينغ عن أحدث بديل لطائرة بوينغ 737، وتشمل الترقية على تحسينات لكل من: التوربينات العالية والمنخفضة الضغط، وتعزيز أفضل للديناميكية الهوائية، فضلا عن تحسين منظمة تبريد المحرك، وتقليل عدد القطع المستخدمة في صناعة المحرك بشكل عام.
وتوقعت سي اف ام الدولية أن تؤدي التغيرات إلى تخفيض يصل إلي 4٪ في تكاليف الصيانة و 1٪ تحسن في استهلاك الوقود (2٪ تحسن في استهلاك الوقود تحصل بسبب التغييرات في هيكل طائرة ل737 الجديدة). ومع ذلك، فأن اختبارات الطيران التي أجريت في الأرض والجو واكتملت في مايو 2010 كشفت عن أن حرق الوقود تحسن بصورة أفضل من المتوقع وبنسبة 1.6% . وذلك بعد 450 ساعة من الاختبارات المعتمدة على محرك سي اف ام 56 -7بي أي والتي أجريت بواسطة إدارة الطيران الفيدرالية الأمريكية (FAA) ووكالة سلامة الطيران الأوروبية (EASA) في 30 يوليو 2010.
في حين تم تصميم محرك سي اف ام 56 -7بي خصيصا لطراز بوينغ 737 الجديدة، فأن سي اف ام الدولية اقترحت ترقية وتطوير مماثل لمحركات سي اف ام 56 -5بي لسلسلة عائلة إيرباص إيه 320، ولم يصدر أي تصريح أو التزام من ايرباص حيال هذا المقترح، اعتبارا من مايو 2010.

## تصميم

### ملخص
سي اف ام 56 هو محرك عنفي (تروبيني) مروحي عالي الالتفافية (الغالبية العظمى من الهواء تسرع بواسطة المروحة والتي تمرر الهواء جانبيا بدون أن يدخل إلي نواة المحرك ومن ثم يخرج الهواء من خلال غطاء المحرك) يتوفر في إصدارات متعددة، وبنسب التفافية تتراوح من 5:01 حتي 06:01، ويمكن لهذة المحركات توليد قوة دفع تترواح من 18,500 إلى 34,000 رطل (80 كيلو نيوتن إلى 150 كيلو نيوتن) أعتمادا على نوع إلاصدار. وجميع إصدارات المحرك المختلفة تشترك في تصميم مشترك، لكن التفاصيل تختلف. وسي اف ام 56 هو محرك ذو عامودين تدوير، أحدهم عامود إدارة ذو ضغط عالي والاخر عامود إدارة ذو ضغط منخفض. وكل عامود مدعوم بواسطة توربينات خاصة به، (التوربينات ذات الضغط العالي والضغط المنخفض، على التوالي). تطورت المروحة والمعزز (ضاغط الضغط المنخفض) من خلال تطور الإصدارات المختلفة للمحرك، كما هو الحال مع أقسام الضاغط والاحتراق والتوربينات.

### الاحتراق

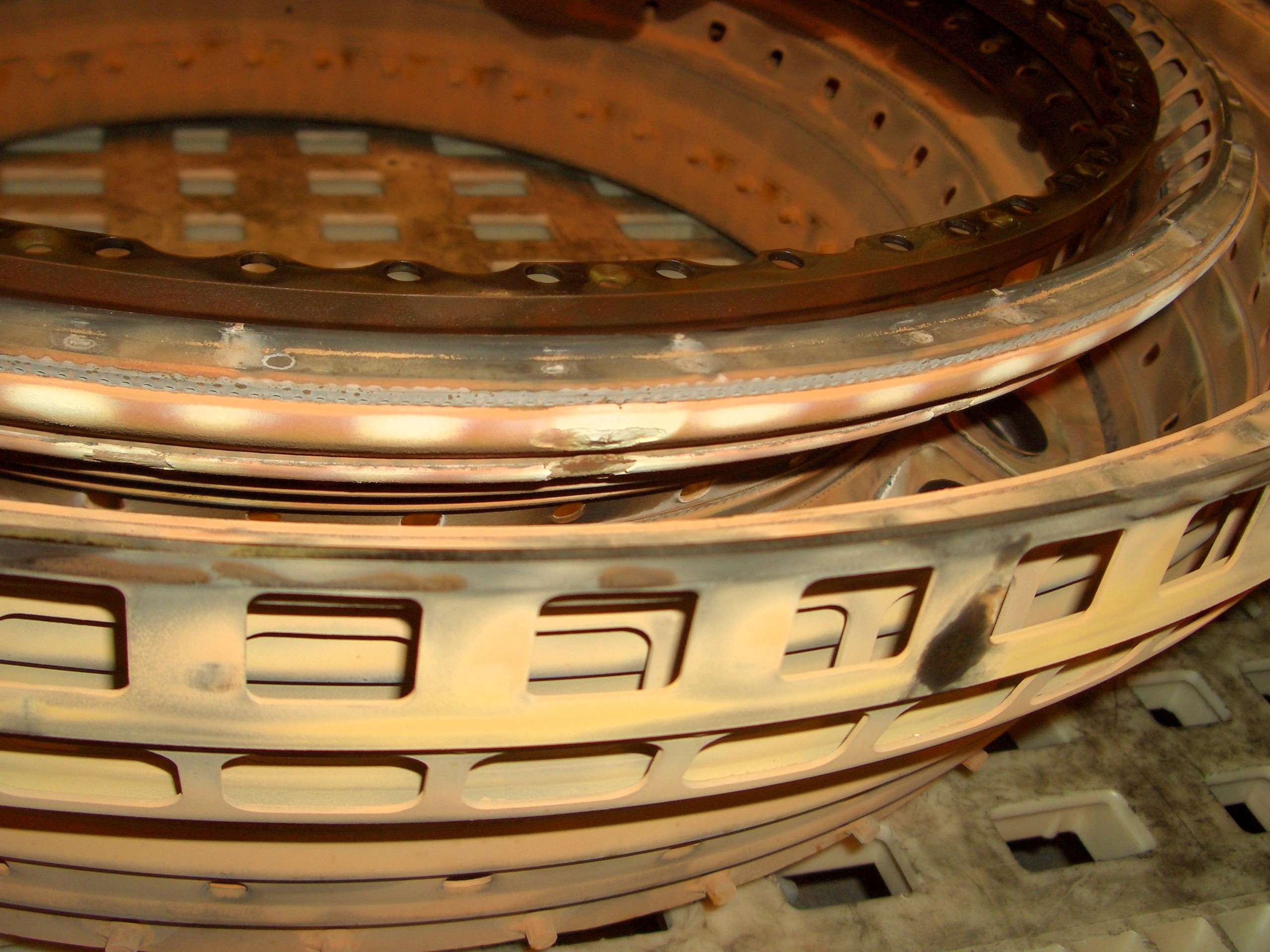
غرفة الاحتراق الحلقية في محرك سي اف ام 56-3 تم إزالتها لإجراء توضيب شامل. وتظهر في البطانة الداخلية، والبطانة الخارجية وقبة (بما في ذلك نافثات الوقود الكوبية الشكل)

معظم الإصدارات من محركات سي اف ام 56 تتميز بوجود احتراق حلقي آحادي. والاحتراق الحلقي هو حلقة مستمرة لحقن الوقود في الهواء المتدفق ومن ثم الأشعال، مما يسبب رفع الضغط ودرجة الحرارة في التدفق. وهناك أنواع أخرى من الاحتراق تشمل الاحتراق داخل غرف اسطوانية منفصلة، وكذلك الاحتراق الاسطواني الحلقي (canannular) والذي هو مزيج بين الاثنين.
في عام 1989، بدأت شركة سي اف ام الدولية العمل على احتراق حلقي مزدوج جديد. بدلا من الاحتراق الحلقي الآحادي. والاحتراق الحلقي المزدوج لديه منطقة احتراق ثانية يتم استخدامها أثناء سرعات الدفع العالية. وهذا التصميم يقلل من انبعاثات أكاسيد النيتروجين (NOx) وثاني أكسيد الكربون(CO 2). وأول محرك سي اف ام 56 مزود باحتراق مزدوج حلقي دخل الخدمة في عام 1995، ويستخدم هذا الاحتراق على المحركات التي شملها «الإدراج تك» وهي الإصدار سي اف ام-5بي والإصدار سي اف ام-7بي.
بدأت جنرال إلكتريك تطوير واختبار نوع جديد لاحتراق يسمى الاحتراق الحلقي المزدوج مع نافث الخلط المسبق (Twin Annular Premixing Swirler combustor, or "TAPS")، خلال برنامج تك 56. هذا التصميم مشابه لغرفة الاحتراق المزدوج الحلقي في أن لديها مناطق احتراق اثنتين. الآ أن هذا الاحتراق دوامات تدفق، تقوم بخلق خليط وقود وهواء مثالي. وهذا الاختلاف يسمح للاحتراق بتوليد قدرا أقل بكثير من أكاسيد النيتروجين (NOx) مقارنة بأنواع الاحتراق الأخرى. وأظهرت الاختبارات على محرك سي اف ام-7بي (CFM56-7B) تحسنا من 46٪ خلال الاحتراق-الحلقي المفرد و 22٪ خلال الاحتراق الحلقي المزدوج. كما تم استخدام الأدوات التحليلية المتقدمة لتحسين صنابير الاحتراق الأخرى، ولا سيما، الاحتراق الحلقي المفرد في بعض محركات سي اف ام-5بي وسي اف ام-7بي.

### ضاغط

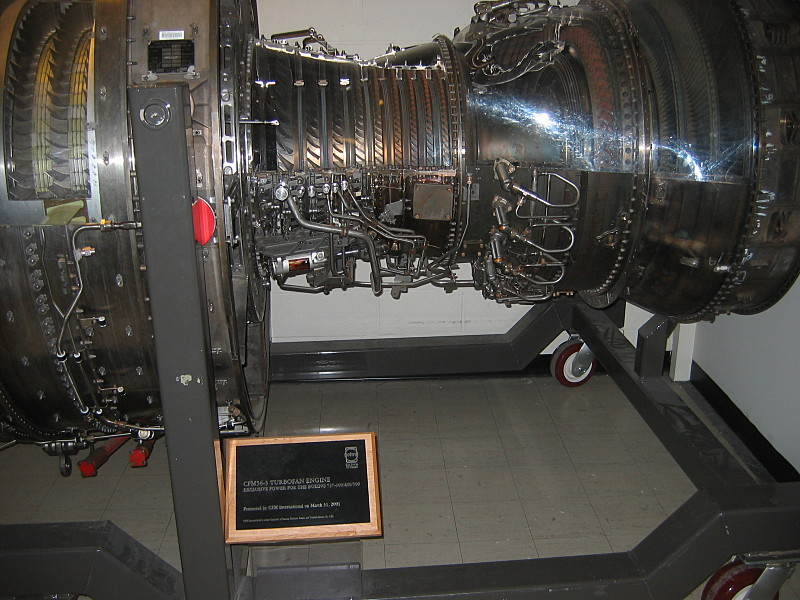
محرك سي اف ام 56-3 وقد كشف جزء من غلاف ضاغط الضغط العالي

كان ضاغط الضغط العالي (HPC) ذو التسع مراحل في إصدارات محرك سي اف ام 56 المختلفة أحد أهم محاور الجدل في محادثات التصدير الأولى للمحرك. والذي تم تطويره من قبل جنرال إلكتريك والذي تم تصميمه في نواة دوارة مدمجة. كماأن قصر نصف قطر الضاغط جعلت المحرك بأكمله أخف وزنا وأصغر حجما، كما أن بعض الملحقات مثل المحامل وأنظمة التزييت أصبحت مدمجة مع نظام الوقود الرئيسي والذي يعمل بوقود الطائرات. كما تطورت تصميم HPC تصميم تحسينها من خلال أفضل تصميم الجنيح. كجزء من برنامج تحسين تكنولوجيا-56 سي اف ام الدولية وقد اختبر نموذج CFM-56 الجديدة مع ست مراحل الضغط العالي ضاغط مراحل (الأقراص التي تشكل نظام ضاغط) التي تم تصميمها لتقديم نسب ضغط نفسه (كسب ضغط 30) مشابهة إلى تسعة مراحل تصميم ضاغط القديمة. في حين كانت واحدة جديدة لا استبدال بالكامل واحدة من العمر، أنها عرضت على ترقية في HPC، وذلك بفضل تحسن شفرة الديناميات، باعتبارها جزء من "الإدراج تك" خطة إدارة من عام 2007.?".
ميزة
ريش مرواح المرحلة الأولى تم صنعها من التيتانيوم، وذات شكل مقوس، وبارتفاع يصل إلي 68 بوصة.

### العادم
على الرغم من سي اف ام الدولية اختبرت كل تصميم العادم المختلط وغير مخلوطة في بداية التطوير،  معظم الإصدارات من ميزة المحرك على فوهة العادم غير مخلوط. فقط عالية الطاقة CFM56-5C، والمصممة لطائرة إيرباص إيه 340، لديه فوهة العادم التدفق المختلط. [ملحوظة 1] .
بالإضافة إلى ذلك، اختبار جنرال إلكتريك وسنيكما فعالية الاقتباس على الحد من الضوضاء طائرة. وبعد دراسة تكوينات في نفق الرياح ، واختار سي اف ام الدولية إلى الاقتباس طيران للتجارب بنيت في فوهة العادم الأساسية. علامتي الاقتباس خفض الضوضاء طائرة بنسبة 1.3 صخابه ديسيبل أثناء ظروف اقلاعها، ويتم تقديمها الآن كخيار مع سي اف ام 56 إيرباص إيه 321.

### المروحة والمعزز

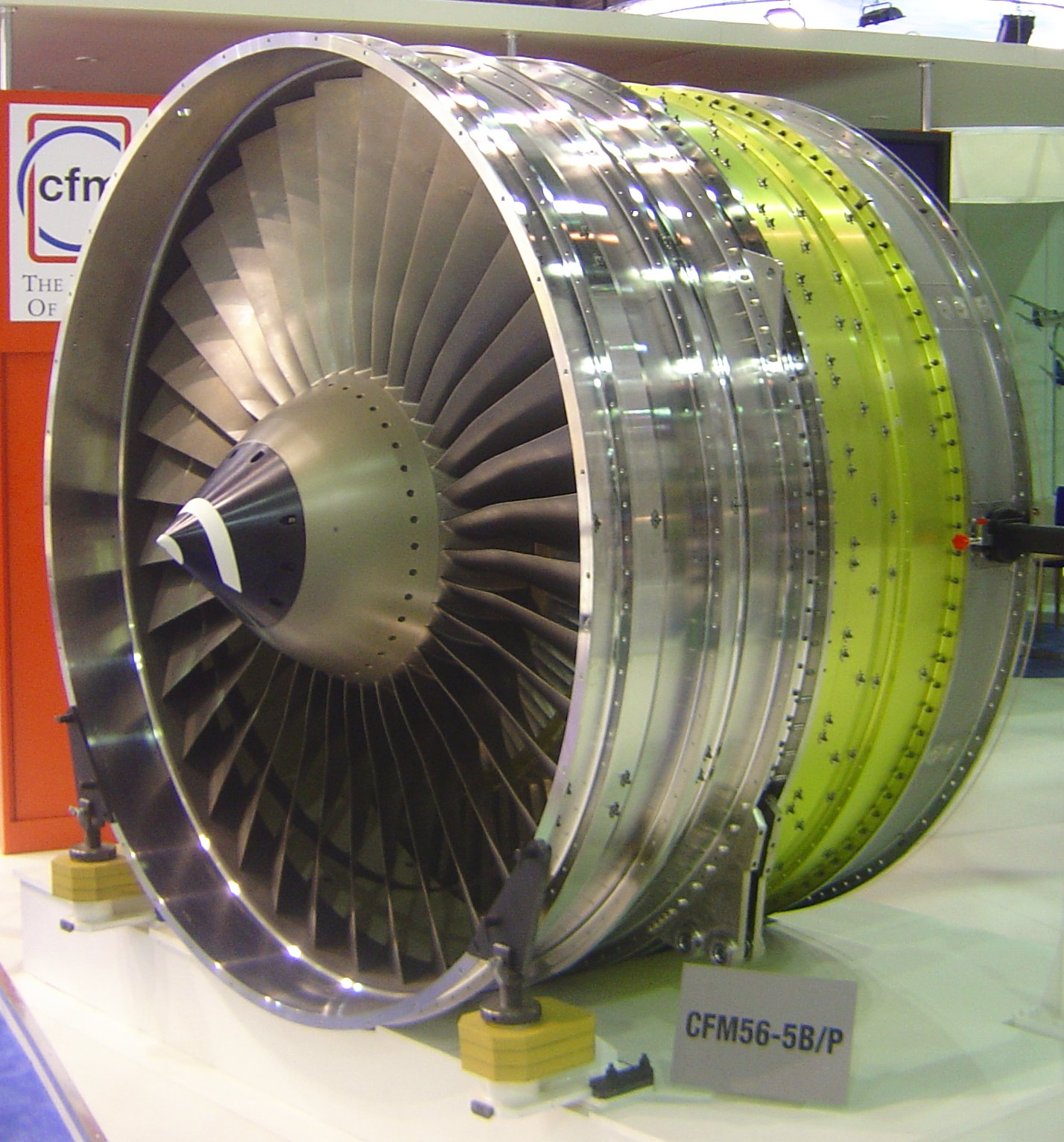
مروحة المحرك سي اف ام 56-5 الأمامية وحاوية المروحة

أحد ملامح محرك سي اف ام 56 هي المروحة ذات المرحلة الواحدة، ومعظم الإصدارات تمتلك معززات دعم من ثلاث مراحل على عامود الضغط المنخفض،  بينما تمتلك إصدارات المحرك -5بي و -5سي معززات دعم من أربعة مراحل. .
ويعرف معزز الدعم عادة باسم «ضاغط الضغط المنخفض» (LPC)، لتموضعه على عمود الضغط المنخفض ويقوم بعمل كمادات تدفق في البداية قبل أن يصل التدفق إلى ضاغط الضغط العالي. ظهر الإصدار الأصلي للمحرك سي اف ام 56-2 مع 44 شفره مروحية، ومع تقدم وتطور تكنولوجيا ريش المراوح واسعة الوتر (wide-chord blade) تقلص عدد الريش من 44 ريشة في إصدارات المرواح المختلفة حتى وصلا إلى 22 ريشة في أحدث إصدار للمحرك وهو سي اف ام 56-7.
إحدى المميزات المهمة في مروحة المحرك سي اف ام 56 هي شفرات المروحة المعشق (dovetailed) والتي تسمح بتغيير الشفرات دون إزالة المحرك بأكمله، وتدعي شركتي جنرال إلكتريك وسنيكما محرك بأن سي اف ام 56 كان أول محرك لديه هذه الميزة. وبالفعل فأن هذا الأسلوب مفيد جدا في الظروف التي يحتاج فيها المحرك أصلاح أو أستبدال عدد قليل من ريش المروحة، في حال اصطدام الطيور بالمحرك على سبيل المثال.
يختلف قطر المروحة مع أختلاف النماذج المختلفة للمحرك سي اف ام 56، وهذا التغيير له تأثير مباشر على أداء المحرك. فعلى سبيل المثال، عمود الضغط المنخفض تدور بنفس السرعة في كل من الإصدار سي اف ام 56-2 والإصدار سي اف ام 56-3، إلا أن قطر المروحة هو أصغر على -3، مما يقلل من سرعة طرف شفرات المروحة. والسرعة المنخفضة تسمح لشفرات المروحة لتعمل بكفاءة أكبر (5.5٪ أكثر كفاءة)، مما يزيد من كفاءة وتحسين استهلاك الوقود الإجمالية للمحرك (بنسبة تقارب 3٪).

### عاكس الدفع

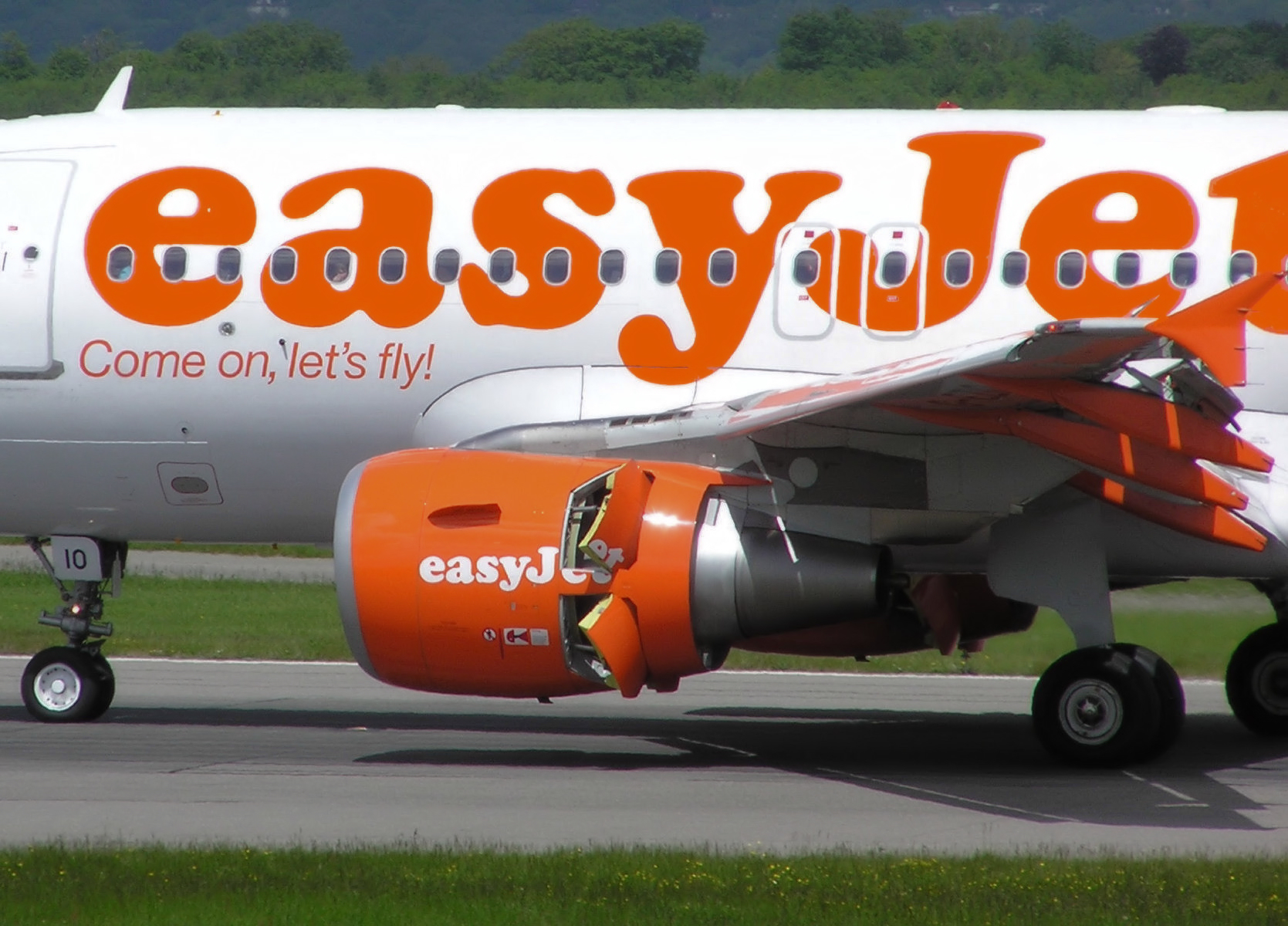
طائرة تابعة لخطوط إيزي جيت من طراز إيرباص إيه 319 وتظهر بوابات مخارج هواء الدفع العكسي وهي مفتوحة على نصف المحرك الخلفي

تم تصميم محرك سي اف ام 56 ليناسب ويدعم أنواع عديدة من عاكسات الدفع (Thrust reversal) والتي تساعد على إبطاء ووقف الطائرة بعد هبوطها. وإصدارات المحركين سي اف ام 56-3 و سي اف ام 56-7 والتي بنيت لبوينغ 737، استخدمت عواكس دفع من النوع المتسلسل. وهذا النوع من عواكس الدفع يتكون من أكمام تنسحب للخلف لتغلق وتسد مجرى الهواء الخلفي، وتكشف عن مخرج جانبي شبكي الشكل يسمح بخروج الهواء من الجوانب، مما يحد من قوة الدفع للمحرك والعمل على إبطاء الطائرة عند الهبوط.
ومحرك سي اف ام 56 يدعم عاكسات الدفع نوع التمحور الباب التوجه. ويستخدم هذا النوع على محركات سي اف ام 56-5 أن القوة طائرات ايرباص عديدة. وهي تعمل عن طريق المشغلات الباب الذي محاور أسفل في القناة الالتفافية، على حد سواء حجب الهواء الالتفافية وتنحرف تدفق إلى الخارج، وخلق القوة الدافعة العكسية.

### التوربينات
كل من الخيارين ميزة CFM56 توربين الضغط العالي من مرحلة واحدة (HPT). في بعض الإصدارات، وHPT شفرات و«نمت» من الكريستال واحد superalloy ، مما يعطيها قوة عالية وزحف المقاومة. التوربينات ذات الضغط المنخفض (LPT) يضم أربع مراحل في معظم الإصدارات للمحرك، ولكن سي اف ام 56-5سي لديه LPT خمس مراحل. تم تنفيذ هذا التغيير لدفع مروحة أكبر على هذا البديل. تم فحص التحسينات إلى قسم التوربينات خلال برنامج “تيك 56”، وكان واحد على تطوير ديناميكية هوائية الأمثل الضغط المنخفض التوربينات تصميم شفرة، والتي كانت تستخدم 20٪ أقل من ريش لكامل التوربينات ذات الضغط المنخفض، وتوفير الوزن. أدلى بعض من تلك التحسينات “تيك 56” طريقها إلى حزمة الإدراج التقنية، حيث تم تحديث قسم التوربينات. تم تحديث قسم التوربينات مرة أخرى في «تطور» الترقية.
يتم تبريد مراحل التوربين عالية الضغط في سي اف ام 56 داخليا عن طريق الجو من الضاغط عالي الضغط. ويمر الهواء من خلال القنوات الداخلية في كل شفرة وإخراج على حواف الرائدة وزائدة.

## الإصدارات

### سلسلة سي اف ام 56-2
سلسلة المحرك سي اف ام 56-2 (CFM56-2) هي البديل الأصلي للمحرك سي اف ام 56. والمعروف بمسمى أف 108، يتم استخدامه على نطاق واسع في الطائرات العسكرية على وجه التحديد في طائرات كي سي-135، وطائرة إي 6 ميركوري وبعض من طائرات الإنذار المبكر من طراز إي-3 سينتري.
ويحتوي المحرك سي اف ام 56-2 على مروحة من مرحلة واحدة مع 44 ريشه، مع شاحن ضغط منخفض الضغط مكون من ثلاث مراحل ويقودها شاحن توربيني منخفض الضغط مكون من اربع مراحل، وضاغط عالي الضغط من تسع مراحل يقودها شاحن توربيني واحد عالي الضغط. وغرفة احتراق حلقية الشكل.
| نموذج           | قوة الدفع                   | نسبة تدفق الهواء | نسبة الضغط | الوزن الجاف        | التطبيقات                                              |
| --------------- | --------------------------- | ---------------- | ---------- | ------------------ | ------------------------------------------------------ |
| CFM56-2A-2 (-3) | 24,000 رطل (110 كيلو نيوتن) | 5.9              | 31.8       | £ 4820 (2,190 كلغ) | طائرات الإنذار المبكر من طراز آي 3، طائرة آي 6 ميركوري |
| CFM56-2B1 (-3)  | 22,000 رطل (98 كيلو نيوتن)  | 6.0              | 30.5       | £ 4671 (2,120 كلغ) | KC-135R Stratotanker ، بوينغ RC-135                    |
| CFM56-2C1 (-3)  | 22,000 رطل (98 كيلو نيوتن)  | 6.0              | 31.3       | £ 4653 (2,110 كلغ) | دوغلاس DC-8-70                                         |

### سلسلة سي اف ام 6-3

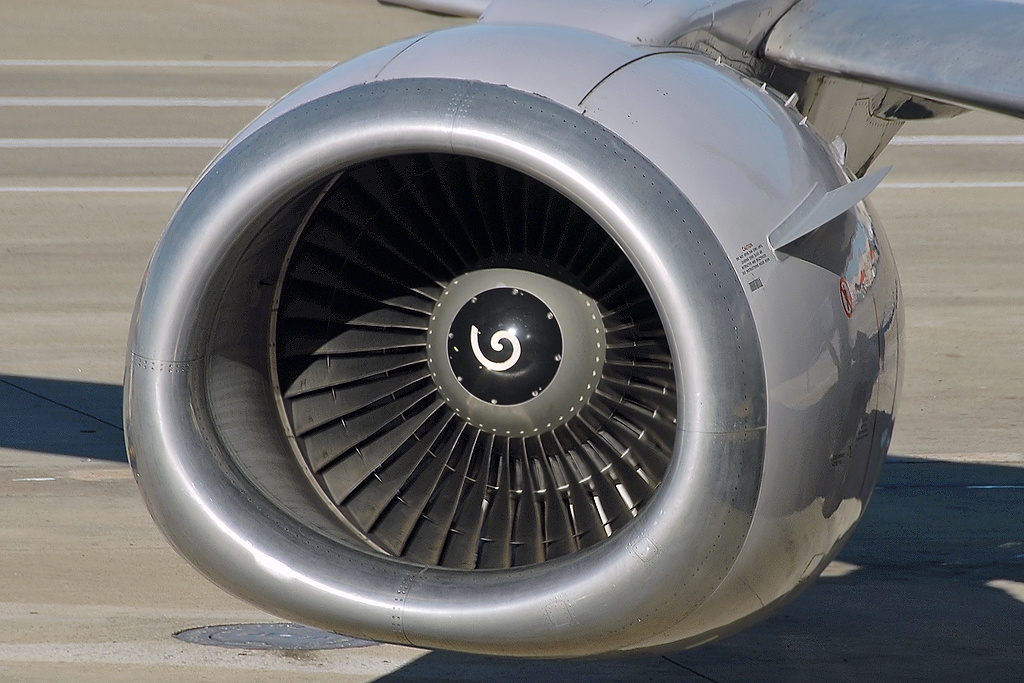
محرك سي اف ام 56-3 مثبت على طائرة بوينغ 737-500

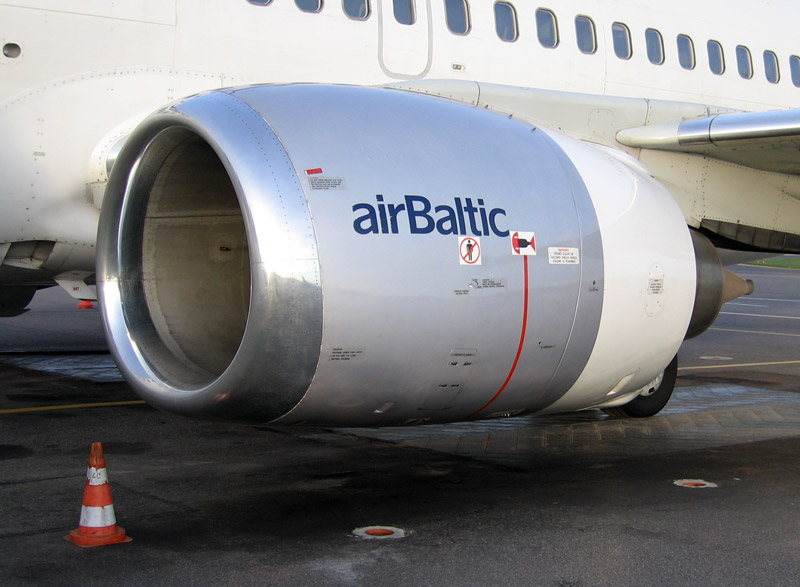
محرك سي اف ام 56-3 مثبت على طائرة بوينغ 737-300

يعتبر المحرك سي اف ام 56-3 (CFM56-3) هو أول نسخة لسلسة المحركات المشتقة من محرك سي اف ام 56، والذي تم تصميمه لعائلة طائرة بوينغ 737 سلسلة -300/-400/-500، مع قوة دفع ثابتة تترواح من 18,500 إلى 23,500 رطل (82,3 حتي 105 كيلو نيوتن).
مروحة المحرك سي اف ام 56-3 والمشتقة من المحرك سي اف ام 56-2 تم تقصيرها لتكون بذلك أصغر مروحة حيث يبلغ أرتفاعها 60 بوصة (1.5 متر)، مع الاحتفاظ بتصميم المحرك الأصلي الأساسي. المروحة الجديدة مشتقة في الاصل من محرك جنرال الكتريك جي إي سي أف 6-80 (CF6-80) المروحي التوربيني، بدلا عن مروحة المحرك سي اف ام 56-2، حيث أعيد تصميم المعزز الداعم ليتناسب مع المروحة الجديدة.
التحدي الكبيرا لهذه السلسلة كان في تحقيق الخلوص بين الأرض وبين محمل تثبيت المحرك على الجناح. وقد تم التغلب على هذا عن طريق تقليل قطر مروحة مآخذ الهواء وتغيير موقع علبة التروس وغيرها من الملحقات وذلك بنقلها من أسفل المحرك وتثبيتها على جانبين المحرك. هذه التعديلات أفسحت المجال لكي تصبح شفة مآخذ الهواء السفلية وكنة (حجرة) المحرك شبه مستوية، مما خبق ميزة لمظهر مميز لمحركات سي اف ام 56 والمثبتة على طراز بوينغ 737.
| نموذج      | قوة الدفع                   | نسبة تدفق الهواء | نسبة الضغط | الوزن الجاف        | التطبيقات                 |
| ---------- | --------------------------- | ---------------- | ---------- | ------------------ | ------------------------- |
| CFM56-3B-1 | 20,000 رطل (89 كيلو نيوتن)  | 6.0              | 27.5       | £ 4276 (1,940 كلغ) | بوينغ 737-300،-500        |
| CFM56-3B-2 | 22,000 رطل (98 كيلو نيوتن)  | 5.9              | 28.8       | £ 4301 (1,950 كلغ) | بوينغ 737-300،-400        |
| CFM56-3C-1 | 23,500 رطل (100 كيلو نيوتن) | 6.0              | 30.6       | £ 4301 (1,950 كلغ) | بوينغ 737-300، -400، -500 |

### سلسلة سي اف ام 56-4
كانت سلسلة سي اف ام 56-4 نسخة محسنة المقترحة ل2 سي اف ام 56 المصممة ل إيرباص إيه 320 عائلة من الطائرات. تتنافس مع محرك أرجي500 (RJ500) والذي يجري تطويره من قبل شركة رولز رويس، وقد تم تصميم سلسلة -4 إلى إنتاج قوة دفع تصل إلي 25,000 رطل (110 كيلو نيوتن) وكان لميزة جديدة في 68 (1.73 م) مروحة، ضاغط الضغط المنخفض الجديد وجهاز وحدة التحكم الكامل بالمحرك الرقمية والمعروفة بأسم (FADEC). ومع ذلك، بعد فترة وجيزة تم إطلاق مشروع ترقية في عام 1984، عرضت شركة محركات ايرو الدولية محركها الجديد حينذاك من طراز في 2500 للاستخدام على طائرة إيرباص إيه 320. أدركت سي اف ام الدولية أن -4 سي اف ام 56 لم تقارن ايجابيا مع المحرك الجديد وألغت المشروع لبدء العمل على سلسلة سي اف ام 56-5.

### سلسلة سي اف ام 56-5

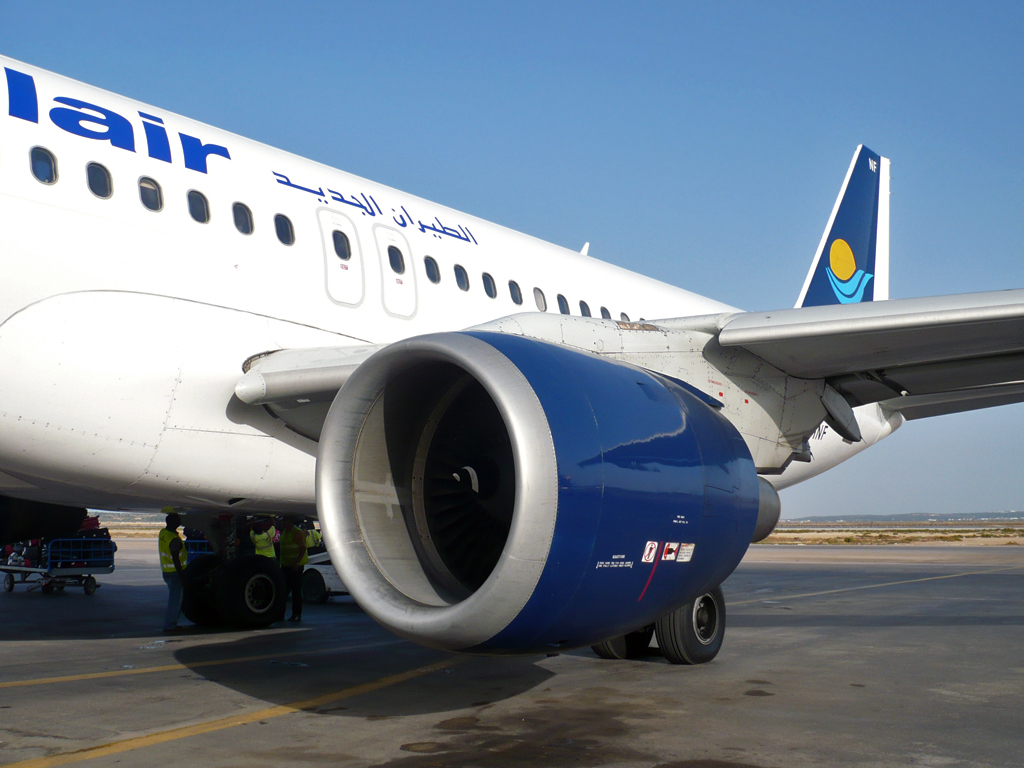
محرك سي اف ام 56-5 مثبت على طائرة إيرباص إيه -200320

تم تصميم سلسلة المحرك سي اف ام 56-5 (CFM56-5) لطائرات إيرباص، ولديه تشكيلة واسعة جدا من قوة الدفع والتي تترواح مابين 22,000 و 34,000 رطل (97.9 و 151 كيلو نيوتن). ويتوفر 3 طرز مختلفة من المحرك سي اف ام 56-5 وهي:
- الطراز سي اف ام 56-5 إيه (CFM56-5A).
- الطراز سي اف ام 56-5 بي (CFM56-5B).
- الطراز سي اف ام 56-5 سي (CFM56-5C).

وتختلف هذه السلسة عن قريناتها من أبناء عمومتها السابقة والمثبتة على طائرات بوينغ حيث حظي ببعض التحسين من ناحية تطوير الديناميكية الهوائية وتجهيزها بجهاز وحدة التحكم الكامل بالمحرك الرقمية والمعروفة بأسم (FADEC).
,
سلسلة سي اف ام 56-5إيه
سلسلة الطراز سي اف ام 56-5 إيه (سي اف ام 56-5A) هي السلسلة الأولي للمحرك (سي اف ام 56-5)، والمصممة لتشغيل أسرة طائرات إيرباص إيه 320 القصيرة والمتوسطة. وهي مستمدة من عائلة محركات سي اف ام 56-2 وسي اف ام 56-3، وتنج سلسلة سي اف ام 56-5 إيه قوة دفع تترواح مابين 22,000 و 26,500 رطل (98 كيلو نيوتن و 118 كيلو نيوتن). وأدخلت على هذا الطراز تحسينات عدة شملت الديناميكية الهوائية ومروحة حديثة، وضاغط الضغط المنخفض، وضاغط الضغط العالي والاحتراق. مما جعل هذا الطراز أكثر كفاءة في استهلاك الوقود من سابقاتها بنسبة 10-11٪ . .
| نموذج     | قوة الدفع                    | نسبة تدفق الهواء | نسبة الضغط | الوزن الجاف        | التطبيقات      |
| --------- | ---------------------------- | ---------------- | ---------- | ------------------ | -------------- |
| CFM56-5A1 | 25,000 رطل (111 كيلو نيوتن)  | 6.0              | 31.3       | £ 4995 (2,270 كلغ) | إيرباص إيه 320 |
| CFM56-5A3 | 26,500 رطل (118 كيلو نيوتن)  | 6.0              | 31.3       | £ 4995 (2,270 كلغ) | إيرباص إيه 320 |
| CFM56-5A4 | 22,000 رطل (97.9 كيلو نيوتن) | 6.2              | 31.3       | £ 4995 (2,270 كلغ) | إيرباص إيه 319 |
| CFM56-5A5 | 23,500 رطل (105 كيلو نيوتن)  | 6.2              | 31.3       | £ 4995 (2,270 كلغ) | إيرباص إيه 319 |

سلسلة سي اف ام 56-5بي

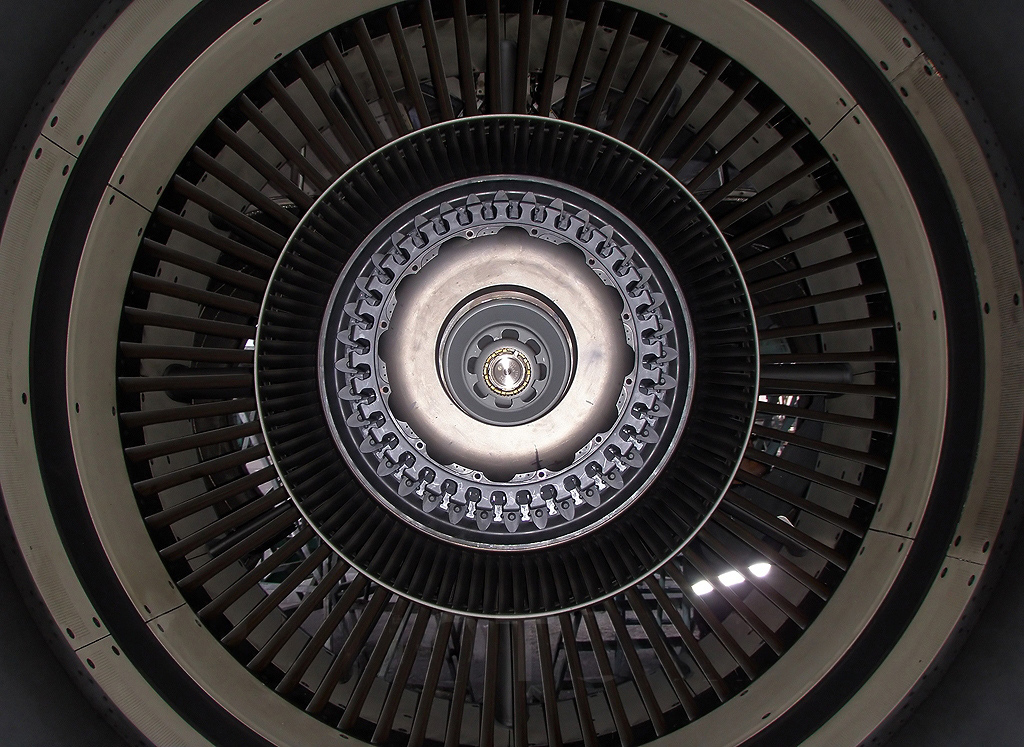
إيرباص إيه 319-112

المحرك سي اف ام 56-5بي هو ناتج عن تحسين للمحرك سي اف ام 56-5إيه، وقد صمم أصلا لتشغيل طائرة إيرباص إيه 321. مع قوة دفع تترواح مابين 22,000 و 33,000 رطل (98 كيلو نيوتن و 147 كيلو نيوتن) وفي وسع سلسلة هذه المحرك تزويد كافة عائلة طائرات إيرباص إيه 318/319/320/321 بقوة الدفع اللازمة لكل نموذج. كما ان سلسلة محركات سي اف ام 56-5بي قد حلت محل سلسلة محركات سي اف ام 56-5إيه. ومن بين التغييرات من سي اف ام 56-5إيه هو خيار الاحتراق الحلقي المزدوج الذي يقلل من الانبعاثات (وخاصة أكاسيد النيتروجين (NOx))، مروحة جديدة في قضية مروحة لفترة أطول، وضاغط الضغط المنخفض جديدة مع المرحلة الرابعة (من ثلاثة في الإصدارات في وقت سابق). فمن الأكثر عددا محرك الموردة لشركة ايرباص. .
| نموذج     | قوة الدفع                   | نسبة تدفق الهواء | نسبة الضغط | الوزن الجاف        | التطبيقات              |
| --------- | --------------------------- | ---------------- | ---------- | ------------------ | ---------------------- |
| CFM56-5B1 | 30,000 رطل (130 كيلو نيوتن) | 5.5              | 35.4       | £ 5250 (2,380 كلغ) | إيرباص إيه 321         |
| CFM56-5B2 | 31,000 رطل (140 كيلو نيوتن) | 5.5              | 35.4       | £ 5250 (2,380 كلغ) | إيرباص إيه 321         |
| CFM56-5B3 | 33,000 رطل (150 كيلو نيوتن) | 5.4              | 35.5       | £ 5250 (2,380 كلغ) | إيرباص إيه 321         |
| CFM56-5B4 | 27,000 رطل (120 كيلو نيوتن) | 5.7              | 32.6       | £ 5250 (2,380 كلغ) | إيرباص إيه 320         |
| CFM56-5B5 | 22,000 رطل (98 كيلو نيوتن)  | 6.0              | 32.6       | £ 5250 (2,380 كلغ) | إيرباص إيه 319         |
| CFM56-5B6 | 23,500 رطل (100 كيلو نيوتن) | 5.9              | 32.6       | £ 5250 (2,380 كلغ) | إيرباص إيه 319         |
| CFM56-5B7 | 27,000 رطل (120 كيلو نيوتن) | 5.7              | 35.5       | £ 5250 (2,380 كلغ) | إيرباص إيه 319 ، 319CJ |
| CFM56-5B8 | 21,600 رطل (96 كيلو نيوتن)  | 6.0              | 32.6       | £ 5250 (2,380 كلغ) | إيرباص إيه 318         |
| CFM56-5B9 | 23,300 رطل (100 كيلو نيوتن) | 5.9              | 32.6       | £ 5250 (2,380 كلغ) | إيرباص إيه 318         |

سلسلة سي اف ام 56-5سي
محرك سي اف ام 56-5سي مع قوة دفع تترواح مابين 31,200 و 34,000 رطل (139 كيلو نيوتن و 151 كيلو نيوتن)، وسلسلة سي اف ام 56-5سي هو أقوى محركات أسرة سي اف ام 56. وهو المحرك الذي يزود طائرة إيرباص إيه 340 -200/-300 طويلة المدى بقوة الدفع، والتي دخلت الخدمة في عام 1993. ومن التغييرات الرئيسية في محرك سي اف ام 56-5سي انه زود بمروحة أكبر، ومرحلة توربينية خامسة ذات ضغط منخفض،
كما زود في المرحلة الرابعة بضاغط ضغط منخفض من نفس النوع الذي يزود به المحرك البديل اف ام 56-5بي .
وعلى عكس كل الإصدارات الأخرى من محركات سي اف ام 56، فأن محرك -5سي يتميز بوجود فوهة عادم مختلطة، مما يقدم كفاءة أعلى بقليل.
| نموذج     | قوة الدفع                   | نسبة تدفق الهواء | نسبة الضغط | الوزن الجاف        | التطبيقات                |
| --------- | --------------------------- | ---------------- | ---------- | ------------------ | ------------------------ |
| CFM56-5C2 | 31,200 رطل (139 كيلو نيوتن) | 6.6              | 37.4       | £ 8796 (3,990 كلغ) | إيرباص إيه 340 -200/-300 |
| CFM56-5C3 | 32,500 رطل (145 كيلو نيوتن) | 6.5              | 37.4       | £ 8796 (3,990 كلغ) | إيرباص إيه 340 -200/-300 |
| CFM56-5C4 | 34,000 رطل (151 كيلو نيوتن) | 6.4              | 38.3       | £ 8796 (3,990 كلغ) | إيرباص إيه 340 -200/-300 |

### سلسلة سي اف ام 56-7
محرك سي اف ام 56-7 يزود طائرات الجيل التالي من بوينغ 737 سلسلة (737-600/-700/-800/-900) بالقوة الدافعة والتي تترواح من 19,500 إلى 27,300 رطل (86.7 كيلو نيوتن إلى 121 كيلو نيوتن). لديها نطاقات أعلى التوجه، وتحسين الكفاءة، وانخفاض تكاليف الصيانة من سابقتها، سلسلة سي اف ام 56-3. أنه يشتمل على ميزات من سلسلة سي اف ام 56-5 مثل جهاز وحدة التحكم الكامل بالمحرك الرقمية والمعروفة بأسم (FADEC)، انقر نقرا مزدوجا الاحتراق الحلقي (كخيار)، وتحسين تصميم الداخلي. الترتيب الميكانيكية الأساسية كما هو سلسلة -3، لكن تم تحسين جميع جوانب ديناميكية هوائية من هذا النموذج. على سبيل المثال، سمحت تحسين شفرات مروحة واسعة وتر العدد الإجمالي للشفرات المروحة على أن تخفض 38-24. جاء التحسينات الأخرى من التقدم المادي، مثل استخدام واحدة من الكريستال ريش التوربينات في التوربينات ذات الضغط العالي.
تم منح محرك سي اف ام 56-7 العامل على طائرات بوينغ 737 موافقة ايتابس (ETOPS) للعمليات ممتدة المدى للطائرات ذات المحركين لمدة طيران 180 دقيقة، من قبل إدارة الطيران الاتحادية في الولايات المتحدة. كما أن هذا المحرك يعمل على النسخة العسكرية لطائرة بوينغ 737 الجيل القادم، وطائرة سي 40 كليبر (C-40 Clipper)، وطائرة بي -8 بوسيدون (P-8 Poseidon)، وطائرة بوينغ 737 (AEW&C).
| نموذج      | قوة الدفع                    | نسبة تدفق الهواء | نسبة الضغط | الوزن الجاف        | التطبيقات                                        |
| ---------- | ---------------------------- | ---------------- | ---------- | ------------------ | ------------------------------------------------ |
| CFM56-7B18 | 19,500 رطل (86.7 كيلو نيوتن) | 5.5              | 32.8       | £ 5216 (2,370 كلغ) | بوينغ 737-600                                    |
| CFM56-7B20 | 20,600 رطل (91.6 كيلو نيوتن) | 5.5              | 32.8       | £ 5216 (2,370 كلغ) | بوينغ 737-600 / -700                             |
| CFM56-7B22 | 22,700 رطل (101 كيلو نيوتن)  | 5.3              | 32.8       | £ 5216 (2,370 كلغ) | بوينغ 737-600 / -700                             |
| CFM56-7B24 | 24,200 رطل (108 كيلو نيوتن)  | 5.3              | 32.8       | £ 5216 (2,370 كلغ) | بوينغ 737-700 / -800 / -900                      |
| CFM56-7B26 | 26,300 رطل (117 كيلو نيوتن)  | 5.1              | 32.8       | £ 5216 (2,370 كلغ) | بوينغ 737-700 / -800 / -900                      |
| CFM56-7B27 | 27,300 رطل (121 كيلو نيوتن)  | 5.1              | 32.8       | £ 5216 (2,370 كلغ) | بوينغ 737-800 / -900 / طائرة بوينغ لرجال الأعمال |

## فشل محرك
على الرغم من أن سي اف ام 56 هو محرك موثوق جدا (تقول سي اف ام الدولية أن هناك حالة واحدة فقط لتوقف عمل المحرك اثناء الطيران لكل 333,333 ساعة طيران), الا انه قد تم تسجيل عدة إخفاقات خلال مسيرة عمر سلسة المحرك سي اف ام 56 والتي كانت خطيرة بما يكفي ليتم فيها توقيق اساطيل الطائرات التي تعمل بالمحرك أو من خلال إعادة تصيميم لاجزاء من المحرك.
ابتلاع المطر / البَرَد 
منذ وقت مبكر من أطلاق المحرك سي اف ام 56، فأنه قد تم تسجيل العديد من حوادث الاشتعال (flaming out) وذلك خلال الأمطار الغزيرة وزخات البَرَد. ففي عام 1987، سجلت حادثتين أشتعال خلال زخات البَرَد (تمكن الطيارين في كلتا الحادثتين من إعادة تشغيل المحركات)، ثم تلى ذلك وبالتحديد في عام 1988 حادثة شركة تاكا السلفادوريه خلال الرحلة (TACA 110)، والني تعرضت فيها طائرة تاكا من طراز بوينغ 737 إلي أشتعال في محركيها والتي كانت من طراز سي اف ام 56، بينما كانت تحلق خلال أمطار غزيرة مع زخات من البَرَد، مما اضطر الطاقم إلى الهبوط بالطائرة بدون محركات دافعة على أرض عشبية بالقرب من نيو أورليانز، لويزيانا. قامت بعدها سي اف ام الدولية بتعديل المحركات وذلك بإضافة جهاز استشعار لاجبار المحرك لإشعال الاحتراق باستمرار في ظل مثل هذه الظروف.
في عام 2002، الرحلة رقم 421 لطيران جارودا الاندونيسيه، أضطرت للهبوط في مياه نهر بسبب أشتعال محرك ناتج من زخات من البَرَد، مما أسفر عن مقتل مضيفات الطائرات وإصابة العشرات من الركاب. قبل هذا الحادث، كانت هناك عدة حوادث أخرى لأشتعال المحرك سواء كان محرك واحد أو المحركان بسبب مثل هذه الظروف الجوية. بعد ثلاثة حوادث خلال عام 1998، أجرت سي اف ام الدولية تعديلات على المحرك لمعالجة وتحسين الطريقة التي يقوم بها المحرك لاستقبال وابتلاع البَرَد. وشملت التغييرات الرئيسية على تعديل الداعم الفاصل للمروحة (مما يجعل دخول البَرَد إلي لب المحرك أكثر صعوبة)، كما تم استخدام غطاء دوار بيضاوي الشكل، بدلا من الغطاء الدوار المخروطي الشكل والواقع في وسط مقدمة مآخذ الهواء. الآ أن هذه التعديلات لم تمنع وقوع حادث طيران جارودا عام 2002، حيث وجدت لجنة التحقيق بأن الطيارين لم يتبعوا الإجراءات الصحيحة لمحاولة إعادة تشغيل المحرك، مما ساهم في وقوع الحادث. وقدمت لجنة التحقيق توصيات لتثقيف أفضل للطيارين وعلى كيفية التعامل مع مثل هذه الظروف، وكذلك لإعادة النظر في إجراءات واختبار المطر والبَرَد من قبل إدارة الطيران الفيدرالية (FAA). كذلك فأن اللجنة لم توصى بإجراء أي تعديلات أخرى على المحرك.

فشل شفرة المروحة
وثمة قضية واحدة التي أدت إلى وقوع حادث مع محرك سي اف ام 56-3سي بسبب فشل شفرات المروحة. هذا النمط من الفشل أدت إلى كارثة كيغوورث الجوية (Kegworth) في عام 1989، والتي قتل فيها 47 شخصا واصابة أكثر من 74 اخرين. وسبب الحادث يعود أنه بعد فشل شفرة المرواح لاحد المحركات، قام الطيارين عن طريق الخطأ بأيقاف تشغيل المحرك السليم، مما أدى إلى فشل المحرك التالف تماما وذلك بعد محاولات تشغيله واعادتة للعمل أثناء الهبوط. بعد حادث كيغوورث ، محركات سي اف ام 56 المثبتة على طائرات بوينغ 737-400 والتابعهة لحطوط دان أير (Dan-Air) وطائرات بوينغ 737-400 والتابعهة لحطوط ميدلاند البريطانية (British Midland) والمعروفة حاليا بأسم خطوط بي ام أي (BMI) عانت أيضا من اعطال فشل لشفرات المروحة تحت ظروف مماثلة، الا ان هذه الاعطال لم ينتج عنها حوادث أو إصابات. وبعد وقوع الحادث الثاني تم أيقاف أسطول بوينغ 737-400 عن العمل.
في ذلك الوقت لم يكن إلزاميا أجراء اختبارات الطيران للإصدارات الجديدة من المحركات الموجودة، وفشلت شهادات الاختبار أن تكشف عن وجود نسق اهتزازاي في أن المروحة شهدت اختبارات صعود باستخدام قوة تشغيل عادية ومنتظمة على علو شاهق. وكشفت التحاليل أن المروحة كانت تتعرض إلى أسوأ مما كان متوقعا من الإجهاد تحت وطأة ضغط مرتفع، مما يسبب كسر في شفرة المروحة، وأكثر حدة من المسموح به للحصول على شهادة اجتياز للاختبار. وبعد أقل من شهر على توقيف اساطيل الطائرات، سمح مجددا للأساطيل لاستئناف الرحلات والطيران مجددا بعد أن تم استبدال ريش وقرص المروحة وتم تعديل ضابطات المحرك الالكترونية لجعل الحد الأقصى لقوة دفع المحرك تصل إلى 22,000 رطل (98 كيلو نيوتن) بعد أن كانت 23,500 رطل (105 كيلو نيوتن). تم تركيب شفرات المروحة المعاد تصميمها على جميع محركات سي اف ام 56-3سي 1- ومحركات سي اف ام 56 3بي2 ، بما في ذلك أكثر من 1,800 محرك كانت قد تم تسليمها للعملاء للعملاء.

## التطبيقات
- إيرباص إيه 320 / إيرباص إيه 318
- إيرباص إيه 340
- بوينغ 707 -700 (نموذج فقط)
- بوينغ 737 (AEW&C)
- بوينغ 737 كلاسيك
- بوينغ 737 الجيل التالي
- بوينغ طائرة رجال الأعمال
- بوينغ سي-40 كليبر
- بوينغ KC-135R Stratotanker
- بوينغ إي-3 سينتري (أواكس)
- بوينغ P-8 بوسيدون
- بوينغ أر سي-135
- دوغلاس دي سي-8 سوبر 70

## مواصفات (CFM56-7B18)
البيانات من سي اف ام الدولية [53]
الخصائص العامة
- نوع: التوأم التخزين المؤقت،-الالتفافية عالية المروحي
- الطول: 98.7 في (2.5 م)
- قطر: 61 في (1.55 م) (مروحة)
- الوزن الجاف: £ 5216 (2,366 كلغ) (الجاف)

مكونات
- ضاغط: مروحة المرحلة الواحدة، على 3 مراحل ضاغط الضغط المنخفض، 9 مراحل ضاغط الضغط العالي
- الاحتراق : حلقية
- التوربين : وحيد المرحلة التوربينات ذات الضغط العالي، 4 مراحل التوربينات ذات الضغط المنخفض

أداء:
- أقصى قوة الدفع : 19,500 رطل (86.7 كيلو نيوتن)
- نسبة الضغط الكلي : 32.8:1
- تجاوز نسبة : 5.5:1
- نسبة قوة الدفع إلى الوزن : 3.7:1

## تطور ذي صلة
- محرك ليب من أنتاج سي اف ام الدولية
- جنرال الكتريك إف 101
- شنيانغ Shenyang WS-10

## محركات مماثلة
- في 2500
- برات آند ويتني بي دبليو 6000 PW6000

## قوائم ذات صلة
- قائمة محركات الطائرات